# Juan Manuel Márquez
Juan Manuel Márquez (ur. 23 sierpnia 1973 w Meksyku) – meksykański bokser, mistrz świata WBO w wadze junior półśredniej, mistrz świata WBA i WBO w kategorii lekkiej (do 135 funtów), były mistrz świata organizacji WBA i IBF w kategorii piórkowej (do 126 funtów) oraz organizacji WBC w kategorii junior lekkiej (do 130 funtów). Był także tymczasowym mistrzem federacji WBO w kategorii piórkowej. W swojej karierze pokonał 8 zawodników o tytuł mistrza świata. Starszy brat boksera Rafaela Márqueza.

## Początki kariery
Karierę zawodową rozpoczął w maju 1993. Już w pierwszej walce doznał porażki, na skutek dyskwalifikacji za uderzenia głową. W kwietniu 1996, w swojej szesnastej walce, znokautował w ósmej rundzie byłego mistrza świata WBA w kategorii junior piórkowej Julio Gervacio. W następnych latach stoczył kilkanaście zwycięskich pojedynków. Pokonał między innymi przyszłego mistrza świata WBO w kategorii junior piórkowej Agapito Sancheza oraz byłego mistrza świata WBA w kategorii koguciej Alfreda Koteya.
11 września 1999 przegrał na punkty z Freddiem Norwoodem walkę o tytuł mistrza świata WBA w kategorii piórkowej. Po tej porażce do końca 2001 roku wygrał kolejnych osiem pojedynków, w tym z byłym mistrzem świata WBO w kategoriach koguciej i junior piórkowej Danielem Jiménezem.

## Mistrzostwo świata IBF i WBA w kategorii piórkowej
9 marca 2002 wygrał w walce eliminacyjnej IBF z Australijczykiem Robbiem Pedenem. 1 lutego 2003 w pojedynku o wakujący tytuł mistrza świata IBF w kategorii piórkowej pokonał przez techniczny nokaut w siódmej rundzie Manuela Medinę, pięciokrotnego mistrza świata w tej kategorii wagowej.
Pierwszy raz obronił swój tytuł w listopadzie 2003 w walce z Derrickiem Gainerem, zdobywając dodatkowo pas mistrzowski organizacji WBA. Sędzia przerwał walkę w siódmej rundzie, po tym jak Gainer doznał rozcięcia głowy po niezamierzonym uderzeniu głową. 8 maja 2004 zmierzył się z Mannym Pacquiao. Walka zakończyła się remisem, mimo że Márquez w pierwszej rundzie trzy razy leżał na deskach.
Po walce z Pacquiao jeszcze dwukrotnie zdołał obronić swoje mistrzowskie pasy. 18 września 2004 pokonał na punkty późniejszego mistrza IBF w kategorii piórkowej Orlandem Salido. 7 maja 2005 takim samym rezultatem zakończyła się jego walka z Victorem Polo. W sierpniu 2005 IBF odebrała Márquezowi tytuł mistrzowski, ponieważ nie udało się zorganizować walki z oficjalnym pretendentem do tytułu Phafrakorbem Rakkietgymem. W konsekwencji WBA odebrała Márquezowi status Super Mistrza (Super Champion) i nakazała walczyć z posiadaczem zwykłego pasa mistrzowskiego w tej kategorii wagowej Chrisem Johnem. Walka odbyła się 4 marca 2006 – Márquez przegrał ją na punkty jednogłośną decyzją sędziów.

## Tytuł tymczasowego mistrza świata WBO w kategorii piórkowej
W sierpniu 2006 wygrał przez techniczny nokaut w siódmej rundzie z Terdsakiem Jandaengiem. Stawką pojedynku był tytuł tymczasowego mistrza świata WBO w kategorii piórkowej, ponieważ dotychczasowy mistrz Scott Harrison nie był w stanie bronić swego tytułu z powodu problemów zdrowotnych. W listopadzie tego samego roku, broniąc wywalczonego trzy miesiące wcześniej tytułu, znokautował w dziewiątej rundzie Jimrexa Jaca.

## Mistrzostwo świata WBC w kategorii junior lekkiej
Po tej walce Márquez zmienił kategorię wagową na wyższą. 3 marca 2007 zmierzył się z mistrzem świata WBC w kategorii junior lekkiej Markiem Antoniem Barrerą. Márquez wygrał ten pojedynek i odebrał Barrerze pas mistrzowski. Następnie we wrześniu miał się zmierzyć z Jorge Rodrigiem Barriosem, jednak Argentyńczyk zrezygnował z walki z powodu kontuzji. 3 listopada 2007 wygrał na punkty ze srebrnym medalistą olimpijskim z Sydney Rockym Juarezem.
15 marca 2008 stracił swój tytuł, przegrywając niejednogłośną decyzją na punkty z Mannym Pacquiao. Wielu komentatorów i widzów uznało ten wynik za kontrowersyjny.

## Mistrzostwo świata WBA i WBO w kategorii lekkiej
Po tej porażce po raz kolejny zmienił kategorię wagową na wyższą, aby zmierzyć się z Joelem Casamayorem. 13 września 2008 pokonał Kubańczyka przez techniczny nokaut w jedenastej rundzie, wcześniej dwukrotnie kładąc go na deski. 28 lutego 2009 roku po zaciętej walce wygrał przez techniczny nokaut w dziewiątej rundzie z Juanem Díazem. Obaj bokserzy doznali rozcięć skóry w okolicach prawego oka – Márquez w rundzie piątej, Díaz w ósmej. Był to pojedynek o wakujące tytuły mistrzowskie WBA i WBO w kategorii lekkiej.
19 września 2009 roku zmierzył się z Floydem Mayweatherem Jr. Stawką walki nie były tytuły mistrzowskie należące do Márqueza, a umowny limit wagowy został ustalony na 144 funty. Walka początkowo miała się odbyć 18 lipca 2009 roku, ale została przełożona z uwagi na kontuzję żeber Amerykanina. Ostatecznie Mayweather Jr. nie zdołał zmieścić się w umówionym limicie wagowym (ważył 146 funtów) i musiał zapłacić karę określoną w kontrakcie: 600 tys. dolarów – po 300 tys. dolarów za każdy funt nadwagi. Pojedynek zdecydowanie na punkty wygrał Amerykanin. Sędziowie punktowali na jego korzyść w stosunku 118-109, 120-107 i 119-108. Márquez w drugiej rundzie leżał na deskach. 31 lipca 2010 w swojej pierwszej obronie, a jednocześnie w pojedynku rewanżowym, pokonał jednogłośną decyzją Juana Díaza. Cztery miesiące później pokonał przez techniczny nokaut tymczasowego mistrza WBO Michaela Katsidisa, pomimo że Marquez był liczony w trzeciej rundzie. 16 lipca 2011 podczas kolejnej obrony znokautował już w pierwszej rundzie Likara Ramosa. 21 listopada 2011 ponownie zmierzył się z Mannym Pacquiao, przegrywając decyzją sędziów, choć według większości obserwatorów to Márquez zasłużył na zwycięstwo. 29 grudnia 2011 federacja WBA poinformowała o odebraniu Márquezowi pasa mistrzowskiego w wadze lekkiej, a 26 stycznia 2012 podobną decyzję podjęła federacja WBO.